# Crushed
Crushed ist ein Schweizer Kurzfilm in dokumentarischer Form unter der Regie von Ella Rocca aus dem Jahr 2022. Der Film feiert am 22. Februar 2023 auf der Berlinale seine internationale Premiere in der Sektion Generation.

## Handlung
Crushed verbindet klassische Filmsequenzen mit Aufnahmen eines Computer-Desktops. Der Film weist autobiografische Züge auf: Ella Rocca ist verliebt und geht dem Begehren, dem Crush, reflektiert und selbstironisch nach. In emotionaler Schwerstarbeit werden Ella Rocca selbst, die angebetete Person und das Internet nach dem Crush befragt. Realität und Fiktion werden Teile eines Essays über Crushes und fliessen auf dem Bildschirm zu einem überraschenden und sinnlichen Ergebnis zusammen.

## Produktion

### Filmstab
Regie führte Ella Rocca, 1999 geboren und im Raum Zürich aufgewachsen. Seit 2020 studiert Ella Rocca Video an der Hochschule Luzern, Design & Kunst (HSLU). Auch für Drehbuch und Schnitt war Ella Rocca verantwortlich. Die Kameraführung lag in den Händen von Samira de Mena Fernández und Ella Rocca.
In wichtigen Rollen sind Ella Rocca und Florentina Walser zu sehen.

### Produktion und Förderungen
Der Film entstand im zweiten Studienjahr des Bachelorstudiengangs Video an der HSLU. Produziert wurde er von Volko Kamensky.

### Dreharbeiten und Veröffentlichung
Die Weltpremiere war im November 2022 bei den Internationalen Kurzfilmtagen in Winterthur, am 22. Februar 2023 folgte auf der Berlinale die internationale Premiere in der Sektion Generation.
Die weltweiten Rechte liegen bei HSLU Studienbereich Video.

## Auszeichnungen und Nominierungen
- 2023: Internationale Filmfestspiele Berlin